# Eriogonum havardii
Eriogonum havardii är en slideväxtart som beskrevs av S. Wats.. Eriogonum havardii ingår i släktet Eriogonum och familjen slideväxter. Inga underarter finns listade i Catalogue of Life.